# Leemklauwtjesmos
Leemklauwtjesmos (Calliergonella lindbergii) is een soort uit het geslacht puntmos (Calliergonella). 

## Determinatie
Leemklauwtjesmos heeft vrij platte, glanzend groene scheuten die weinig vertakken en van gemiddelde grootte zijn (meestal 1,5–2 mm breed). Deze scheuten staan vaak rechtop en vormen kleine bosjes of grotere grasmatten. De bladeren zijn bijna 2 mm lang, buigen naar de onderkant van de scheut en versmallen geleidelijk naar een scherpe of lange punt. De nerven zijn afwezig of kort en dubbel. De stelen zijn groenachtig of soms licht roodbruin. Onder de microscoop zijn de bladranden onderaan glad, maar vaak fijn getand aan de punt, en de basale hoeken vertonen een vlek van vergrote cellen..

## Ecologie
Leemklauwtjesmos komt vooral voor op wisselvochtige plekken.

## Verspreiding
In Nederland komt Leemklauwtjesmos zeer zeldzaam voor. Het staat op de rode lijst in de categorie 'gevoelig'.

## Fotogalerij

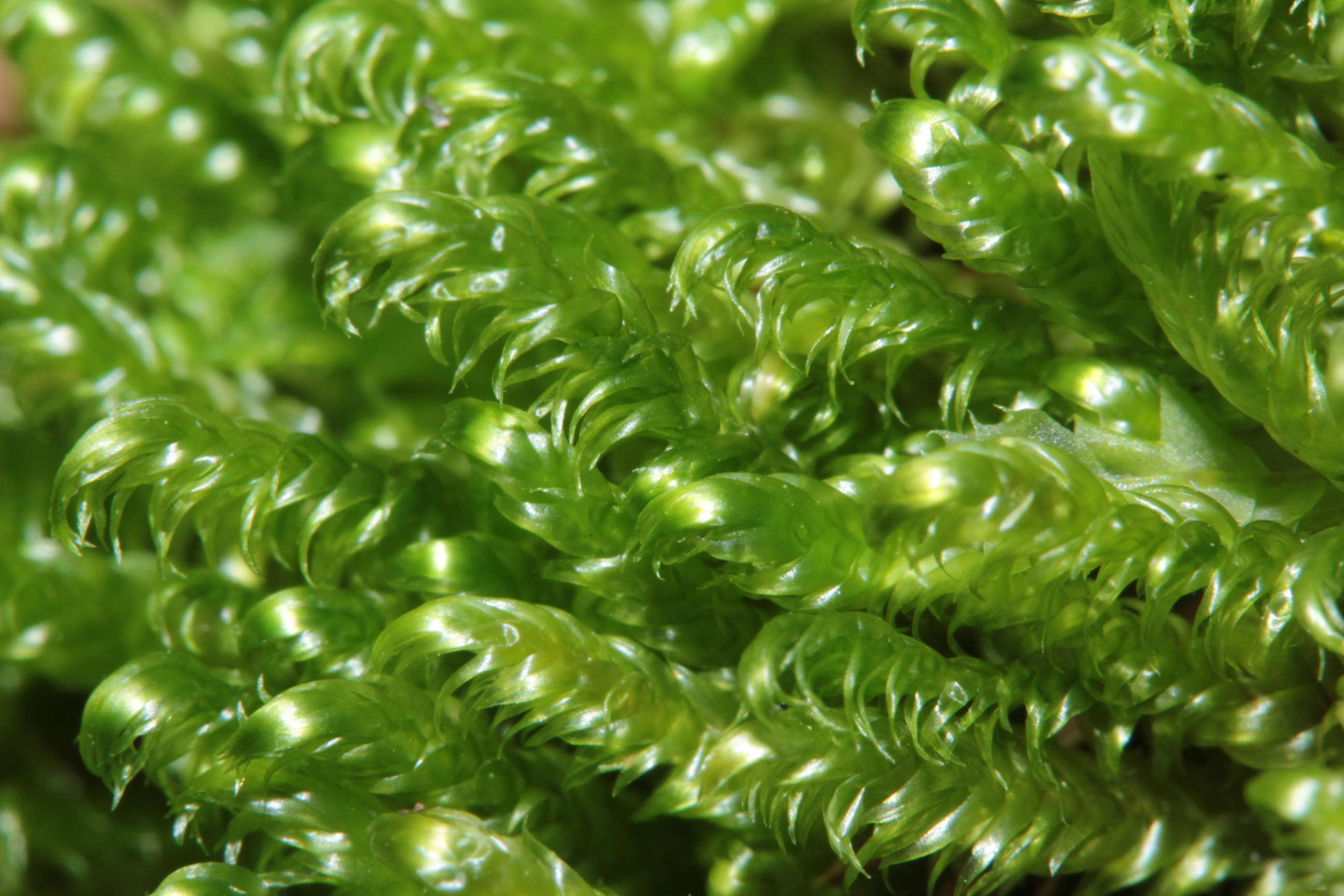
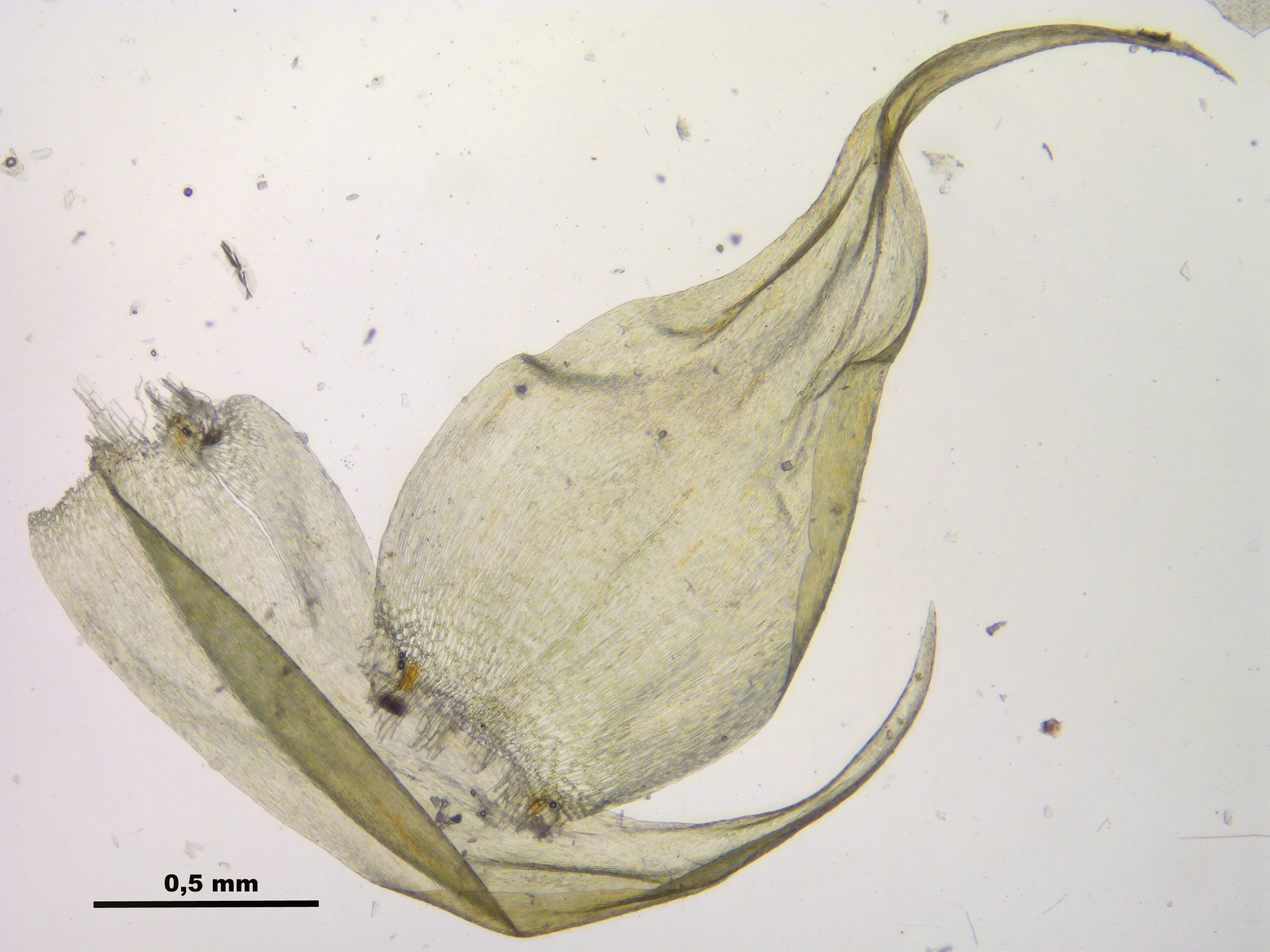
Bladeren
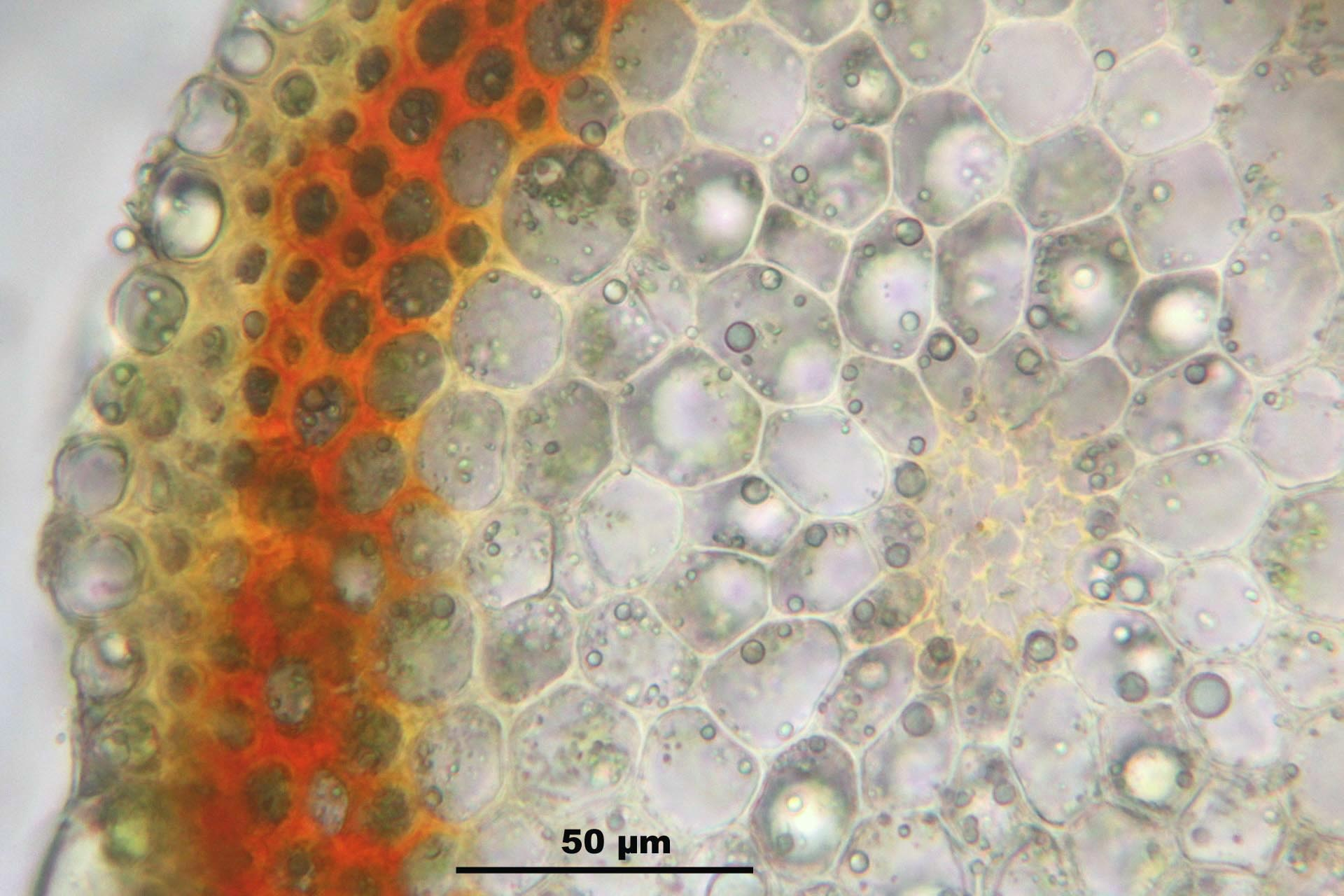
Stengeldoorsnede
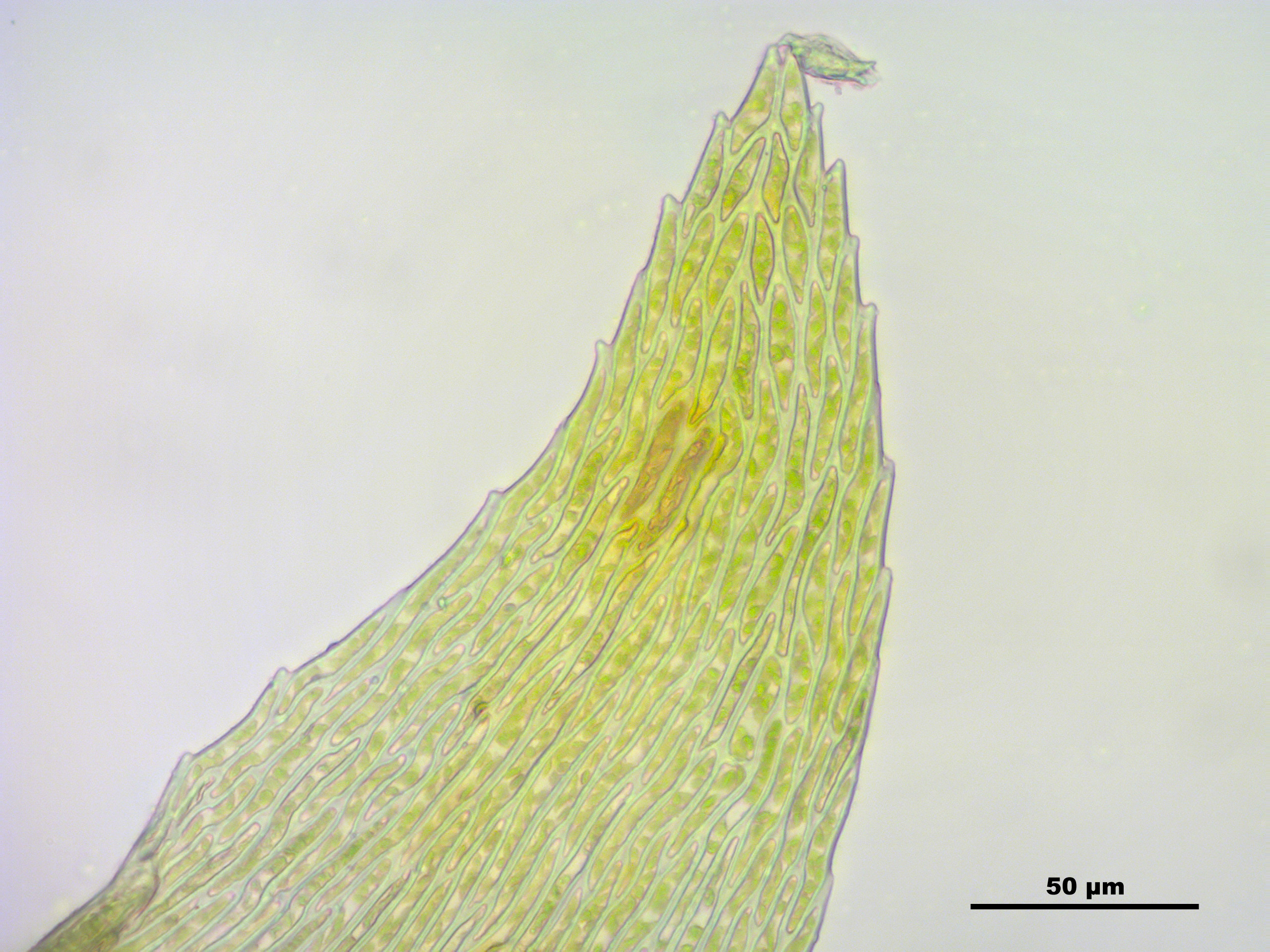
Bladtop